# Risque politique
 (décembre 2014).
Si vous disposez d'ouvrages ou d'articles de référence ou si vous connaissez des sites web de qualité traitant du thème abordé ici, merci de compléter l'article en donnant les références utiles à sa vérifiabilité et en les liant à la section « Notes et références ».
Le risque politique est un type de risques auquel sont confrontés les acteurs publics et privés, spécifiquement les investisseurs.
Ce risque se réfère à tout changement politique, social ou sécuritaire susceptible d’avoir un impact significatif sur des intérêts, notamment économiques, humains ou diplomatiques.
Ce risque, qui recouvre un vaste champ de  situations, peut résulter de l’action du gouvernement local (non-respect d’obligations contractuelles, décision d’expropriation, évolution d’une politique macroéconomique…), ou d’autres facteurs de changement (instabilité sociale, terrorisme, coups d’État…).
Investir dans les pays en développement, mais aussi dans les pays émergents, nécessite d’envisager et d’anticiper ce risque, pour tenter de s’en prémunir et en atténuer les effets.
Le risque politique peut être une composante majeure du risque projet, spécifiquement dans le cas de grands projets industriels ayant pour cadre des régions instables ou des environnements sécuritaires dégradés.
Il existe de longue date des organismes publics de garantie contre le risque politique, destinés à favoriser le commerce et l’investissement des entreprises à l’étranger (Coface en France, Hermes en Allemagne, etc.). Depuis les années 1980, le « marché » du risque politique s’est également ouvert à des acteurs privés (compagnies d’assurances, sociétés de conseil, sociétés militaires privées…).